# Losser (plaats)
Losser is een plaats in Twente in de Overijsselse gemeente Losser. De plaats telt ongeveer 13.730 inwoners. Losser is de hoofdplaats van de gemeente.

## Toerisme en cultuur
Zaken van historisch en/of cultureel belang in Losser zijn de St. Martinustoren, een oude steenfabriek, een klompenmuseum, een arboretum, een openluchttheater en erve Kraesgenberg. Er zijn 8 basisscholen in Losser, OBS De Saller , OBS de Imenhof, KBS De Martinus, KBS de Verrekijker, KBS de Veldzijde, De Wegwijzer en de Meester Snel school.

### Evenementen
Jaarlijks wordt er een meerdaags Brueghliaans Festijn  gevierd in het laatste weekend van de schoolvakantie. Tijdens een braderie zijn mensen dan als middeleeuwers gekleed.
In het van oudsher katholieke dorp wordt carnaval uitbundig gevierd met verschillende festiviteiten.
Iedere laatste zaterdag van de maand (met uitzondering van december) bevindt er zich een Boerenstreekmarkt op het Raadhuisplein.
Op Palmzondag vindt de traditionele Palmpaasoptocht plaats. De start is bij de H. Maria Geboortekerk.
Op Vaderdag werd enkele jaren een jaarlijks terugkerende oldtimershow gehouden op het terrein van steenfabriek Werklust. Tentoongesteld werden auto's, motoren, brommers, bussen, vrachtwagen, trekkers, landbouwmachines en stationaire motoren ouder dan 35 jaar.
Op de tweede zondag van oktober werd 15 jaar lang jaarlijks het Bokk'n & Bloaz'n Kapellenfestival gehouden. Hierbij werden circa twaalf blaaskapellen uitgedaagd de strijd met elkaar aan te gaan op twee podia. Op 13 oktober 2019 vond de laatste editie plaats. In 2020 werd er, mede door de beperkingen vanwege de Coronamaatregelen, definitief geen vervolg gegeven aan dit blaasfestijn.

## Economie
In 1968 begon voedingsmiddelenfabriek Johma in Losser met de bereiding van salades en later ook broodjes en sandwiches. In 2018 werd het vijftigjarig bestaan gevierd met medewerkers en de inwoners van het dorp. In vijf decennia groeide het bedrijf uit tot een van de grote werkgevers van Losser.

## Dinkelziekenhuis
In Losser bevond zich het Dinkelziekenhuis. Dit was lange tijd een van de kleinste ziekenhuizen in Nederland. Het is opgeheven op 31 december 1983.

## Monumenten

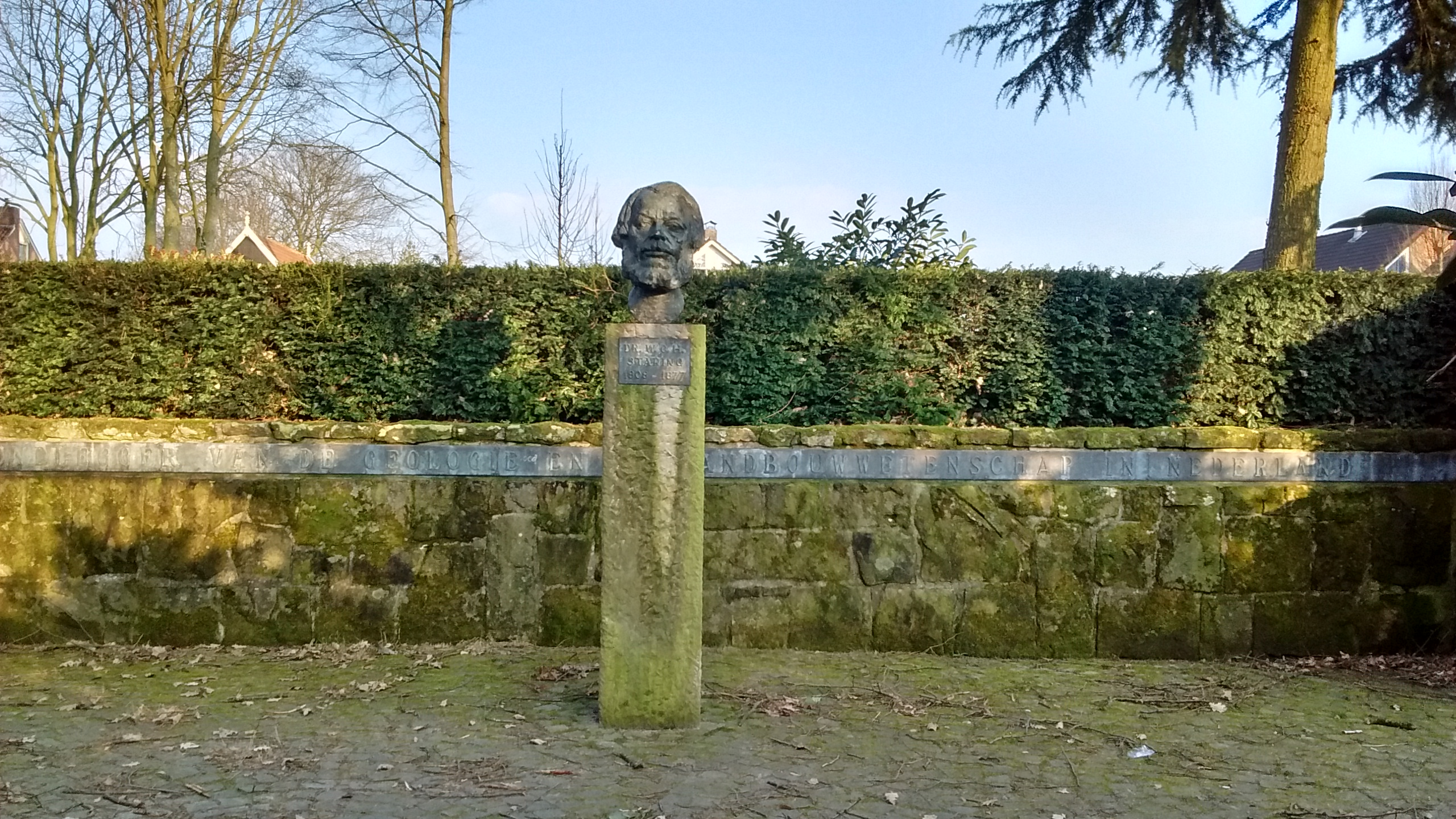
Staringmonument

In Losser is een variëteit aan monumenten te vinden, zie:
- Lijst van rijksmonumenten in Losser (plaats)
- Lijst van gemeentelijke monumenten in Losser (plaats)
- Lijst van oorlogsmonumenten in Losser

Op de Losserse Es bevindt zich het Staringmonument. Dat bestaat uit een buste van de geoloog W.C.H. Staring met op de halfronde muur erachter de tekst: grondlegger van de geologie en landbouwwetenschap in Nederland. Naast het monument bevindt zich de Staringgroeve. Staring heeft hier in 1843, op verzoek van de toenmalige burgemeester, onderzoek gedaan naar de vlak onder de oppervlakte gelegen Losser zandsteen. Het bleek, in tegenstelling tot de in het nabijgelegen Bad Bentheim aanwezige Bentheimer zandsteen, te zacht voor gebruik als bouwmateriaal. Stichting Staringmonument heeft sinds 2021 een Geologiemuseum Losser - Beleef Losser in de Diepte geopend.

## Afbeeldingen

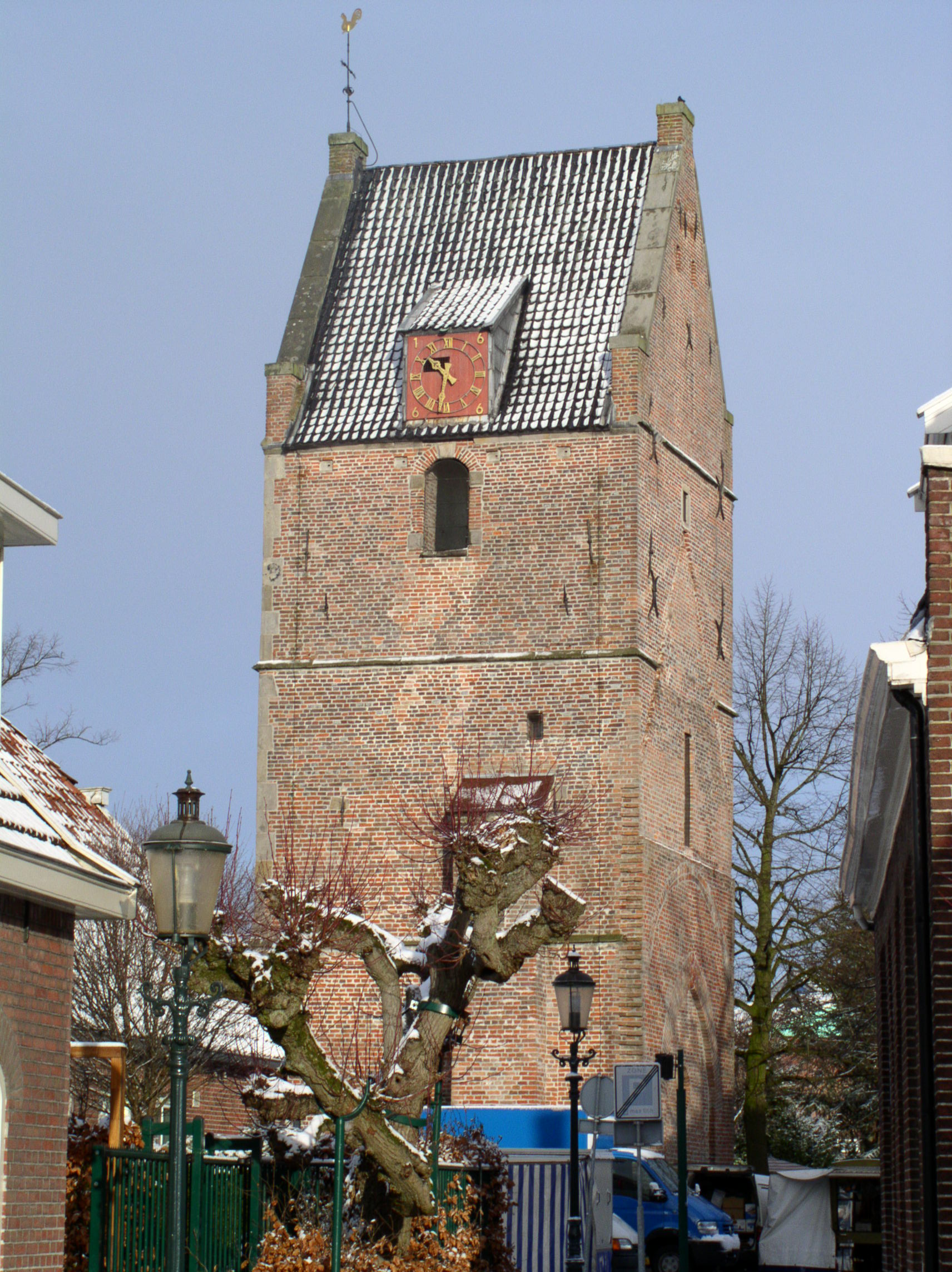
Martinustoren
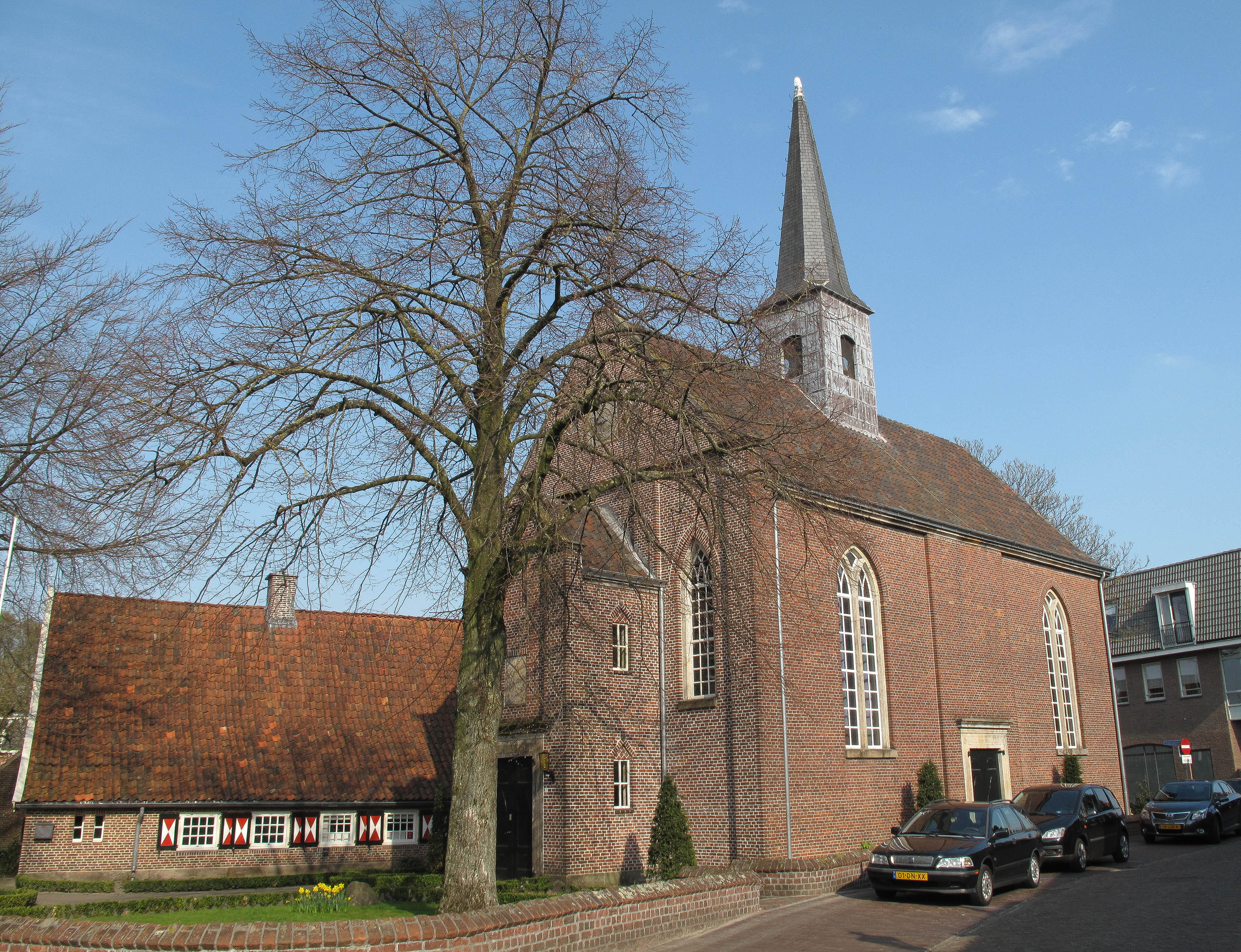
Hervormde kerk
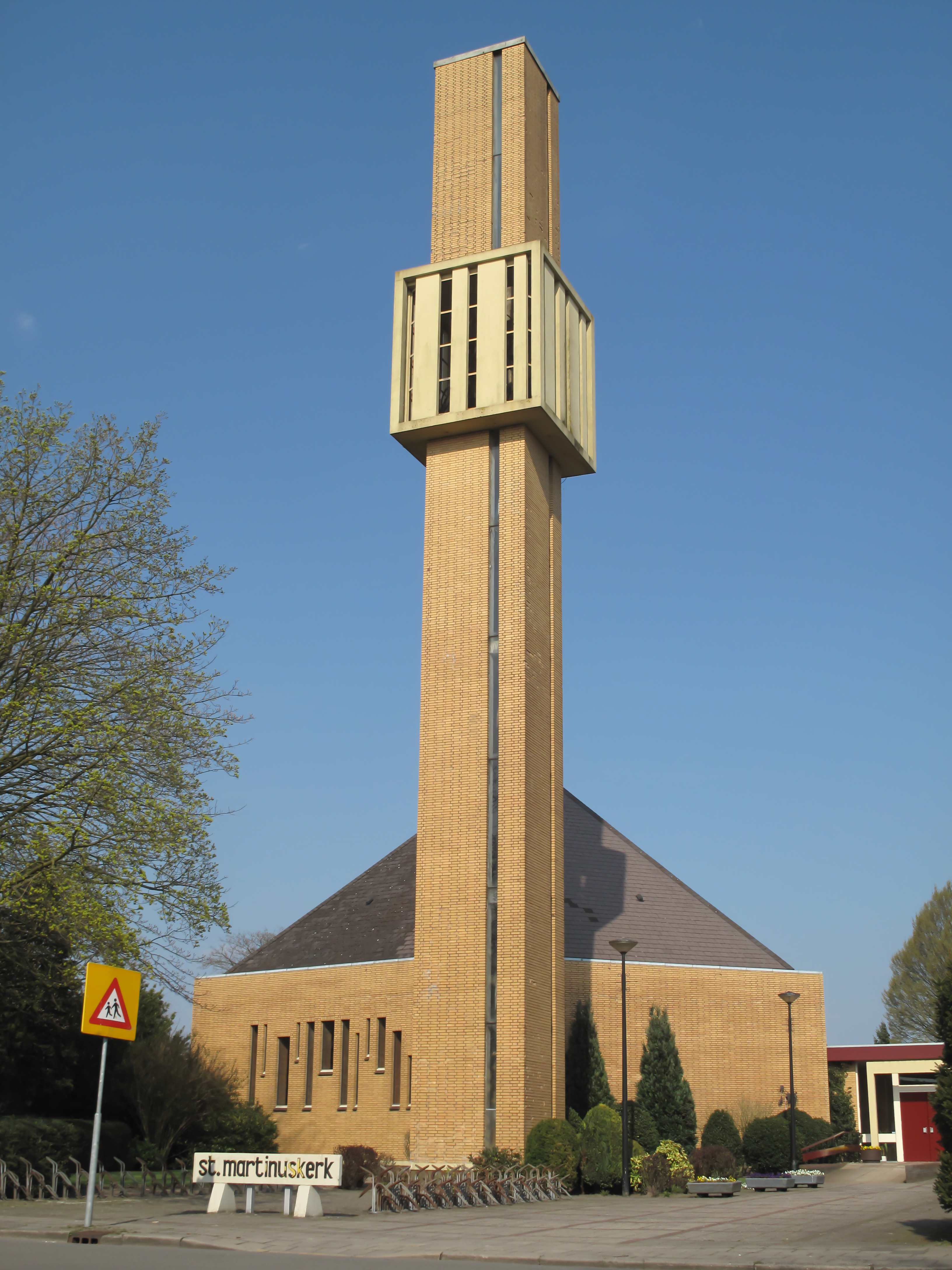
Sint-Martinuskerk

## Geboren
- Jan Eildert Tuin (1889-1965), NSB-politicus, burgemeester van Gasselte
- Marinus Kutterink (1907-1983), medailleur
- Issy ten Donkelaar (1941), voetballer en voetbaltrainer
- Pi de Bruijn (1942), architect
- Johan Plageman (1942-2018), voetballer
- Antoinette Ruiter (1946), beeldhouwster
- Jan Streuer (1951), voetballer
- Paul Krabbe (1956), voetballer en -trainer
- Stefan Kuks (1961), watergraaf en hoogleraar bestuurskunde
- Clemens Zwijnenberg (1970), voetballer
- Bas Ticheler (1972), sportverslaggever
- Erik Dijkstra (1977), journalist en presentator
- Kim Kötter (1982), fotomodel en presentatrice
- Remco olde Heuvel (1983), langebaanschaatser
- Wouter olde Heuvel (1986), langebaanschaatser
- Derre Kwee (1994), voetballer
- Fieke Kroese (2005), voetbalster